# Слободан Праляк
Слободан Праляк (на босненски: Slobodan Praljak; на хърватски: Slobodan Praljak) е босненско-хърватски генерал, който служи в хърватската армия и хърватския съвет за отбрана, армията на Хърватската република Херцег-Босна между 1992 и 1995 г. Праляк е признат за виновен в извършването на престъпления срещу човечеството и нарушения на Женевските конвенции по време на хърватско-босненската война от Международния наказателен трибунал за бивша Югославия (МТБЮ) през ноември 2017 г.
Праляк доброволно се присъединява към новосъздадените хърватски въоръжени сили след избухването на Хърватската война за независимост през 1991 г. Преди и след войната той е инженер, филмов и театрален режисьор, както и бизнесмен. Праляк е обвинен и доброволно се предава на МНТБЮ през 2004 г. През 2013 г. той е осъден за военни престъпления срещу босненското мюсюлманско население по време на хърватско-босненската война, заедно с други пет босненско-хърватски военни и е осъден на 20 години затвор. След като изслушва присъдата потвърдена през ноември 2017 г., Праляк заявява, че отхвърля присъдата на съда, изпива отрова (по-късно определена като цианкалий) в съдебната зала и по-късно умира в болница в Хага.

## Биография

### Ранен живот
Слободан Праляк е роден на 2 януари 1945 г. в Чаплина. Баща му, Мирко работи за югославската агенция за сигурност ОЗН. Той посещава гимназия в Широки Брег заедно с бъдещия хърватски министър на отбраната Гойко Шушак. Праляк има три университетски степени. През 1970 г. завършва като електроинженер в Електротехническия факултет в Загреб с успех 4.5 от 5. През 1971 г. завършва Факултета по хуманитарни и социални науки в Загреб, специалност философия и социология. През 1972 г. завършва Загребската академия за драматично изкуство. Първоначално работи като професор и директор на лабораторията по електроника в Професионалната гимназия „Никола Тесла“ в Загреб, а след това изнася лекции по философия и социология, а от 1973 г. е художник на свободна практика. Праляк е и театрален режисьор в театрите в Загреб, Осиек и Мостар. Той режисира телевизионните сериали „Blesan i Tulipan“, телевизионните драми „Novela od Stanca“ и „Sargaško more“, документалните филми „Smrt psa“ (1980), „Sandžak and Duhan“ и филма „Povratak Katarine Kožul“ (1989).

### По време на войната
Праляк привлича общественото внимание през септември 1991 г., когато доброволно се присъединява към новосъздадените хърватски въоръжени сили след избухването на хърватската война за независимост. Той формира единица, съставена от загребски художници и интелектуалци, с които заема позиции в Сунджа. След споразумението в Сараево до 3 април 1992 г. той е генерал-майор, получава редица отговорности в Министерството на отбраната и става един от 14-те членове на Хърватския съвет за национална отбрана и член на хърватската държавна комисия за връзки със защитните сили на ООН. Той е върховен представител на Министерството на отбраната и от 13 май 1993 г. е представител на Министерството на отбраната в Хърватската република Херцег-Босна и Хърватския съвет за отбрана. Праляк предлага Алия Изетбегович да деблокира Сараево, но предложенията му са отхвърлени. От 24 юли до 8 ноември 1993 г. Праляк е началник на щаба на хърватския съвет за отбрана. Въпреки хърватско-мюсюлманския конфликт, той изпраща камион, пълен с оръжия, за да обсади Сараево, за да помогне на бошняците. Той също така разрешава хуманитарния конвой до Мостар, който е спрян в Читлук.
Праляк е обвинен, че не успява да предотврати много престъпления, за чиито въоръжените сили са информирани и, за които биха могли да предвидят, включително гонения над мюсюлманското население в Прозор от юли до август 1993 г., убийства в община Мостар, унищожаване на сгради в Източен Мостар (включително джамиите и Стари мостове), атакуване и насилие над членове на международни организации, унищожаване и ограбване на имущество в Горни Вакъф през януари 1993 г., Ращани през август 1993 г. и Ступни До през октомври 1993 г. През 1993 г. генерал Праляк отговаря за лагера „Дретел“, където босненски мъже са малтретирани, а някои убити.
Праляк е обвинен за унищожаването на „Стари мост“ в Мостар през ноември 1993 г., акт, постановен от МНТБЮ, че е „причинил непропорционална вреда на мюсюлманското цивилно население“. Въпреки това, МНТБЮ се съгласява, че мостът е легитимна военна цел. По време на процеса, Праляк отрича обвинението, защото в същия месец, в който е разрушен моста, той е в конфликт с командира на така наречения батальон за наказание Младен Налетилич Тута, който води до оставката му от позицията на началника на щаба на ХВО, което е ден преди разрушаването на моста. Той казва, че мостът е разрушен чрез активиране на взрив, поставен на левия бряг на Неретва, където се намира армията на Босна и Херцеговина. В допълнение към отговорността и дали това е легитимна военна цел, МНТБЮ също така проучва дали предишната обсада допринася за срутването на моста. Праляк се оттегля от военна служба по негово искане на 1 декември 1995 г.

### След войната
След войната, Праляк става бизнесмен. През 1995 г. той основава компания със своя брат Зоран, „Oktavijan“, която първоначално продуцира филми, видео и телевизионни програми, публикува книгите си и по-късно се занимава с бизнес с недвижими имоти, управлявайки бизнес център „Centar 2000“ в Загреб. От 2005 г. компанията е собственост и управлявана от неговия син Никола Бабич Праляк. През 2011 г. тя има около 22 милиона куни приходи. Праляк също е съсобственик на Либеран, компания, която има дял в тютюневата фабрика в Любюшки, и притежава други акции в други компании. През 2008 г. хърватското министерство на културата смята, че 18 от произведенията му за Хърватската война за независимост, Босненската война и отношенията между Хърватия и Босна и Херцеговина не са книги, а брошури. Праляк е автор на 25 произведения. От 2012 г. секретариатът на Трибунала в Хага иска от него да възстанови разходите за отбрана в размер на около 2,8 – 3,3 милиона евро, тъй като според него той разполага с активи и акции на стойност 6,5 милиона евро, което му позволява да финансира разходите за неговата защита.

## Обвинителен акт на МНТБЮ
Праляк е сред шестте обвинени от Международния наказателен трибунал за бивша Югославия (МНТБЮ) във връзка с Хърватската република Херцег-Босна. На 5 април 2004 г. той доброволно се предава и е прехвърлен на МНТБЮ. В обвинението му се твърди, че Праляк като старши военен служител командва пряко и косвено въоръжените сили на Херцег-Босна / ХВО, които извършват военни престъпления срещу босненско мюсюлманско население в 8 общини в Босна и Херцеговина по време на съвместното престъпно деяние между 1992 г. и 1994 г. В ролята си на високопоставен служител в Министерството на отбраната, той е тясно ангажиран във всички аспекти не само на военното планиране и операции на Херцег-Босна / ХВО, но и на действията на гражданската полиция „Херцег-Босна / ХВО“ също. На 6 април той се явява пред МНТБЮ и се обявява за невинен.
Праляк е признат за виновен (прессъобщение на ООН 2004, 2017):
- Четири случая на тежки нарушения на Женевските конвенции (умишлено убийство, неправомерно депортиране, предаване и лишаване от свобода на цивилно лице, нечовешко отношение, широко унищожаване на имущество и изземане на собственост, неоправдано от военна необходимост и извършено незаконно и безучастно).
- Шест нарушения на законите или законите на войната (жестоко отношение, незаконно насилие, унищожаване или умишлена вреда, извършена на институции, религия или образование, ограбване на публична или частна собственост, незаконна атака срещу цивилни граждани, незаконно нанасяне на терор върху цивилни).
- Пет престъпления срещу човечеството (преследвания по политически, расов и религиозен признак, убийство, депортиране, лишаване от свобода, нечовешки действия).[25][26]

Процесът започва на 26 април 2006 г. На 29 май 2013 г. присъдата е 20 години лишаване от свобода и на 28 юни 2013 г. Праляк подава обжалване. На 29 ноември 2017 г. процесът на МНТБЮ приключва, като го признава за виновен и въпреки че някои от неговите присъди са отменени, съдията не намалява първоначалната присъда от 20 години. Той е обвинен в престъпления срещу човечеството, нарушения на законите на войната и тежки нарушения на Женевските конвенции, също „обширно присвояване на имущество, неоправдано от военна необходимост“ и „ограбване на публична или частна собственост“. Той е оправдан по някои обвинения, свързани с унищожаването на Стари Мост. Тъй като вече е излежал повече от две трети от присъдата в затвора, вероятно е щял да бъде освободен по-скоро.

## Смърт
На 29 ноември 2017 г., по време на обявяването на обжалваното решение срещу него, Слободан Праляк се обръща към съдиите, като казва: „Съдии, Слободан Праляк не е военнопрестъпник. С презрение отхвърлям вашата присъда!“ След това изпива отрова, като председателстващия съдия Кармил Агиус спира изслушванията. Медицинският екип на МНТБЮ транспортира Праляк до близката болница, където той издъхва. Холандските власти обявяват съдебната зала за местопрестъпление и започват разследване.

### Реакции
Бившите съдии по МНТБЮ Волфганг Шомбург и Ричард Голдстоун коментират, че „трагедията е, че някой в такава ситуация е отнел живота си“. Голдстоун добавя: „В известен смисъл, жертвите са ощетени от това дело, те не получиха пълно правосъдие“. Мартин Бел описва Праляк като „театрален герой“, който „умира по театрален начин“. Андрей Шари за Радио Свободна Европа / Радио „Свобода“ отбелязва, че „Самурайският финал на Праляк може да предизвика уважение или съчувствие“, но „индивидуалните възприятия за честта не винаги съвпадат с коректността“. Писайки в Daily Telegraph, журналистът Хари де Кутевил смята, че предизвикателното самоубийство е „възможно най-драматичното доказателство за една много неудобна действителност: мнозина на Балканите отказват да приемат, че ужасяващото етническо прочистване на 1990-те години е грешно.“ Бившият посланик на САЩ по военните престъпления Стивън Рап сравнява самоубийството на Праляк с отравяне с това на друг осъден за военни престъпления Херман Гьоринг, като отбелязва, че и в двата случая присъдата все пак „стои за цялата история при установяването на фактите и при доказването на извършителите на жестокостите“.

### Местна реакция
Хърватското правителство изказва съболезнования на семейството на Праляк и заявява, че МНТБЮ е представил погрешно своите длъжностни лица през 90-те години на миналия век. Министър-председателят Андрей Пленкович заявява, че самоубийството на Праляк илюстрира „дълбоката морална несправедливост към шестте хървати от Босна и Херцеговина и хърватския народ“. Всички партийни групи от хърватския парламент, с изключение на СДП и ГЛАС, издават съвместно изявление, в което се обявява, че присъдата на МНТБЮ не е зачела историческите истини, факти и доказателства и че е несправедлива и неприемлива, добавяйки, че Праляк символично предупреждава за всички присъди на „несправедливост“ при самоубийството му. Те изразяват своите съболезнования на семействата на жертвите на престъпления, извършени по време на босненската война. Хърватският президент Колинда Грабар-Китарович изразява съболезнованията си на семейство на Праляк, наричайки го „човек, който предпочита да умре, вместо да живее като осъден за престъпления, които не е извършил“. Мирослав Тудман заявява, че това е „последствие от неговата морална позиция да не приеме присъдата, която няма нищо общо със справедливостта или реалността“.
Членът на Президентството на Босна и Херцеговина Бакир Изетбегович заявява, че Праляк е бил доведен до самоубийство в съвместното престъпно деяние, докато Драган Чович заявява, че Праляк е жертвал живота си, за да докаже своята невинност. Сръбският президент Александър Вучич казва, че няма да осъжда самоубийството на Праляк, но критикува реакцията на хърватските официални лица, заявявайки, че би било неприемливо те да хвалят един осъден военнопрестъпник като герой или да осъждат присъдата на МНТБЮ. Сръбският политик Воислав Шешей коментира, че макар че е враг, това е „героичен ход, заслужаващ уважение“.
Почти 1000 босненски хървати се събират по площадите на Мостар и Чаплина, за да запалят свещи за Праляк.

### Разследване
Предварителната аутопсия установява, че Праляк се е отровил с калиев цианид, който причинява сърдечна недостатъчност. По какъв начин отровата е получена и внесена в съдебната зала е обект на официално разследване.